# De andere
De andere is een hoorspel van Boris Aprilov. Het werd vertaald door Maurits Mok. De NCRV zond het uit op maandag 28 maart 1977, van 22:17 uur tot 23:00 uur. De regisseur was Johan Wolder.

## Rolbezetting
- Paul van der Lek (mannenstem)
- Willy Brill (vrouwenstem)
- Hans Karsenbarg (de waard)
- Huib Broos (Sangadora)
- Joke Reitsma-Hagelen (Sonja)
- Johan te Slaa (Safir)
- Hans Dagelet (vreemdeling)
- Hans Karsenbarg & Paul van der Lek (twee politiemannen)

## Inhoud
Dit hoorspel handelt over een psychologisch tweegevecht tussen een havenschooier, die van de lieflijke Salomonseilanden droomt, en een om politieke redenen veroordeelde, die aan de handen van de beul heeft kunnen ontkomen en nu op zijn manier over een nieuwe wereld droomt. Toevallig ontmoeten deze twee elkaar in een vissershut, aan de rand van een havenstad. Door een misverstand ontstaat er een hevige ruzie, waarbij de schooier zijn partner aftuigt. Dan blijken echter de hoge morele eigenschappen en de kracht van de politieke veroordeelde. Zijn bekoring en zijn niet te overwinnen aantrekkingskracht bedwingen de leegloper. Hij besluit de schooier, die achtervolgd wordt door de politie, te helpen via een ontsnappingsroute over zee. De poging mislukt; een kogel maakt een einde aan het avontuur. Wanneer de politiemannen met het geweer in de aanslag de zee naderen, zien ze een onbekende die uit alle macht het hoofd van hun slachtoffer boven water tracht te houden. Op de vraag “En wie ben jij daar?” bijt hij hen toe: “De andere…”